# Folco Lazzeroni Brunelleschi
Folco Lazzeroni Brunelleschi, noto anche con lo pseudonimo di Folco (Imola, 1922), è un costumista e scrittore italiano.

## Biografia
Folco fu un costumista e un bozzettista soprattutto attivo nella rivista e nella televisione.
Folco era nipote dello scenografo Brunelleschi, che lavorava principalmente a Parigi, e lo raggiunse in Francia per frequentare corsi di formazione artistica come pittore, anche se preferì avvicinarsi al palcoscenico.
Una volta rientrato in Italia ha studiato legge all'Università degli Studi di Firenze, e dopo poco ha collaborato, a partire dal 1945, agli spettacoli di molte compagnie italiane di primo piano e a quelli parigini del Cabaret du Lido.
Tra i suoi lavori più riusciti e conosciuti ci sono i costumi per la grande Wanda Osiris, a cominciare dall'Isola delle sirene 1946.
Successivamente ideò e realizzò le celebri crinoline che diverranno nel tempo sempre più raffinate e grandi negli spettacoli: Si stava meglio domani (1948); Al Grand Hotel (1948); Galanteria (1951); Made in Italy (1953); Okay fortuna! (1956); I fuoriserie (1958).
Venne chiamato a realizzare i costumi di tutte le più importanti compagnie di rivista, tra i quali si ricordano: per Remigio Paone Quo vadis? (1950), Il terrone corre sul filo (1955) e A prescindere… (1957); per Carlo Dapporto Buon appetito (1949), Snob (1950); per Nino Taranto Nuvole (1948), Appuntamento in palcoscenico (1950); per Walter Chiari Gildo (1950), Tutto fa Broadway (1952), Oh quante belle figlie Madama Dorè (1955); per Erminio Macario L'uomo si conquista la domenica (1955).
Ha vestito, oltre alla Osiris, Lauretta Masiero, Isa Barzizza, Valeria Fabrizi e per la televisione, dopo trasmissioni di prosa come Il gabbiano (1957), di lirica come Bohème (1954), di sceneggati come Il Romanzo di un giovane povero (1957), le varie edizioni di Studio Uno (1961-1967), Johnny 7 (1963-1965) e quindi sia le Gemelle Kessler sia Mina.
Fu tra gli artigiani più coscienziosi e di gusto più sicuro che hanno lavorato nell'ambito del teatro minore del Novecento.

## Costumi

### Per Wanda Osiris
- Isola delle sirene (1946);
- Si stava meglio domani (1948);
- Al Grand Hotel (1948);
- Galanteria (1951);
- Made in Italy (1953);
- Okay fortuna! (1956);
- I fuoriserie (1958).

### Per altri
- Nuvole (1948);
- Buon appetito (1949);
- Snob (1950);
- Quo vadis? (1950);
- Appuntamento in palcoscenico (1950);
- Gildo (1950);
- Tutto fa Broadway (1952);
- Oh quante belle figlie Madama Dorè (1955);
- L'uomo si conquista la domenica (1955);
- Il terrone corre sul filo (1955);
- A prescindere… (1957).